# A.J. de Jong
A.J. de Jong (Arnhem, 26 augustus 1947), bekend onder het pseudoniem Arnold Julius, is een Nederlands prozaschrijver.

## Biografie
Dr. A.J. (Nol) de Jong werd in 1947 geboren in Arnhem. Hij debuteerde in 2000 als romanschrijver. Voor die tijd schreef hij non-fictie vanuit een psychologisch en veranderkundig perspectief. Hij publiceert ook boeken onder het pseudoniem Arnold Julius. Hij was onder meer werkzaam als docent en bestuurder in instituten en instellingen en leeft met zijn vrouw afwisselend in Frankrijk en Amsterdam.
Kenmerkend voor zijn romans is de ironie. De hoofdpersonen bewegen zich aan de rand van de samenleving. De situaties waarin zij verzeild raken, de relaties die zij aangaan zijn licht absurd. Al wordt het niet in alle romans met zoveel woorden gezegd: de verhalen wortelen in joodse bodem, waarin de historie, lang en kort, bepalend is voor het gedrag en de houding van de protagonist. 

## Boeken

### Non-fictie
- Intake voor psychotherapie (Boom, 1987, proefschrift)
- De gelaagde organisatie (1995, Van Gorcum)
- Therapeut en trauma (1993, Van Gorcum)

### Romans
- Joods labyrint (2000, De Geus)
- Zwart geld (2001, De Geus)
- Man voor mijn vrouw (2003, Meulenhoff)
- Cohn, jood, vals (2009, Meulenhoff)
- De rampzalige lengte van Philip Asjkenazi (2011, Meulenhoff)
- De uitverkorenen ( 2015, Koppernik).  En God riep Don Cohn en Asjkenazi de Grote (beide herschreven romans uit 2009 en 2011) vormen samen met Oscar Frida’s verzet en De liefde van Isidoor Altman een romancyclus.
- "Eindtijd" (2017, Koppernik).

### Poëzie
- "Zomerenwinter" (2016)
- "Kloosterleven" (2017)
- "Solomonsongs"  (2018)
- "Mensdier"      (2018)
- "Hoe licht alles" (2019)
- "Dichter bij Tibet & andere gedichten (2020

- Nederlandse Thesaurus van Auteursnamen: 393464636
- Virtual International Authority File: 12146635503941980591
- WorldCat: E39PBJjHgJF646DRFJmx3MHt8C